# جاكوبي جونز
جاكوبي جونز (بالإنجليزية: Jacoby Jones)‏ هو لاعب كرة قدم أمريكية أمريكي، ولد في 11 يوليو 1984 في نيو أورلينز في الولايات المتحدة.

## وصلات خارجية
- جاكوبي جونز على موقع إي إس بي إن.كوم (أن.أف.أل)3
- جاكوبي جونز على موقع مرجع كرة القدم المحترفة.كوم (الإنجليزية)